# 天童市立山口小学校
天童市立山口小学校（てんどうしりつ やまぐちしょうがっこう）は山形県天童市大字山口にある公立小学校。

## 概要
天童市の東部にある山口地区に山口小学校がある。周囲は田や畑、果樹園が点在している。学校は国道48号（関山街道）沿いにある。

## 所在地
- 山形県天童市大字山口1919

## 沿革
- 1892年（明治25年） - 山口・川原子・道満学校を合併して山口尋常小学校が誕生。
- 1894年（明治27年） - 山口尋常小学校の新校舎落成（創立元年）
- 1896年（明治29年） - 乱川分校が開校
- 1899年（明治32年） - 山口尋常小学校に改称
- 1941年（昭和16年） - 国民学校令により、山口村国民学校となる。
- 1947年（昭和22年） - 学制改革により、山口村立山口小学校となる。
- 1954年（昭和29年） - 町村合併により、天童町立山口小学校に改称。
- 1958年（昭和33年） - 市制施行により、天童市立山口小学校に改称。
- 1960年（昭和35年） - 体育館新築
- 1963年（昭和38年） - 天童市立第二小学校に改称。
- 1968年（昭和43年） - 水泳プール完成
- 1976年（昭和51年） - 天童市立山口小学校に改称。
- 1981年（昭和56年） - 乱川分校が閉校。
- 1985年（昭和60年） - 体育館改築
- 1993年（平成5年） - 創立100周年記念式典開催
- 2006年（平成18年） - 天童市立田麦野小学校閉校により、山口小学校が受け入れ校となる

## 学区
- 嘱託区：601から603、701 - 713、715、717、718、721、723（田麦野、二子沢、原崎、上山口、渡戸、下山口、中山口、谷地中、荒井原、小原、川原子、道満地区）[2][3]

## 児童数
| 年度 | 男子 | 女子 | 計  |
| ---- | ---- | ---- | --- |
| 2010 | 89   | 81   | 170 |
| 2009 | 96   | 77   | 173 |
| 2008 | 97   | 81   | 178 |
| 2007 | 98   | 77   | 175 |
| 2006 | 103  | 89   | 192 |
| 2005 | 100  | 92   | 192 |
| 2004 | 99   | 90   | 189 |
| 2003 | 102  | 99   | 201 |
| 2002 | 104  | 101  | 205 |

## 卒業後
- 第二中学校へ進学する。

## その他
- 校歌は土井晩翠が作詞している

## 卒業生
- 栗原健太 - 元プロ野球選手